# Les Amis Philanthropes
Les Amis Philanthropes — старейшая масонская ложа Великого востока Бельгии. Работает по Древнему и принятому шотландскому уставу.

## История ложи
Ложа была основана в 1797 году от брюссельской ложи «Истинные друзья единения и прогресса» как временная военная масонская ложа 66-й бригады французской республиканской армии, которая дислоцировалась в Брюсселе. Эта ложа стала одной из старейших и одной из самых уважаемых лож Бельгии, а также тех, кто работает в системе высших степеней и в трёх основных символических градусах. Пьер-Теодор Верхаген был видным членом этой ложи, занимал должность досточтимого мастера.
С момента своего создания ложа использовала ритуалы Французского современного устава. В 1813 году она получила двойной французский патент на использование также Древнего и принятого шотландского устава, который начал создаваться как устав в Бельгии.
Патент на работу в символических градусах (1-3) был выдан Великим востоком Франции. После слияния Нидерландов, в 1815 году, ложа перешла под юрисдикцию Великого востока Нидерландов. После бельгийской революции ложа вошла как учредительница в учреждённый в 1833 году Великий восток Бельгии. До 1913 года ложа проводила работы в высших градусах ДПШУ, которые относились к Верховному совету ДПШУ Бельгии. В том же 1913 году ложа решила не работать в высших степенях дальше и оставила Верховный совет ДПШУ Бельгии.
Братья, которые уже работали в высших степенях ДПШУ, учредили независимый капитул в Брюсселе под юрисдикцией Верховного совета ДПШУ Бельгии. В 1959 году этот капитул отделился от Верховного совета ДПШУ Бельгии и вошёл в созданный Суверенный колледж шотландского устава для Бельгии.
В 1959 году шесть братьев вышли из ложи и образовали в Брюсселе ложу «Традиция и Солидарность», которая вошла в Великую ложу Бельгии.
Les Amis Philanthropes является материнской для четырёх франкоязычных брюссельских лож принадлежащих к ВВБ и носящих то же название, но с другими номерами, чтобы отличать их друг от друга. В 1894 году в Брюсселе появилась ложа «Les Amis Philanthropes № 2», в качестве осколка в от ложи № 1. Причиной раскола послужили разногласия в отношениях внутри ложи. Основателем Les Amis Philanthropes № 2 был граф Eugène Goblet d’Alviella. В 1973 году эта ложа прекратила свои работы (уснула), разделившись на две части и взяв себе названия: «Les Amis Philanthropes № 2 Alpha» и «Les Amis Philanthropes № 2 Omega». Обе ложи находились также в Брюсселе.
Также существовала и «Les Amis Philanthropes № 3» в Брюсселе, которая отделилась в 1911 году с 122 братьями. Была ложа «Les Amis Philanthropes-Henri Sint-Jean № 4», которая отделилась в 1972 году с 32 братьями. Обе новые ложи учреждались из-за большого количества братьев в первой ложе «Les Amis Philanthropes». Была неудачная попытка в 1980 году создать ложу «Les Amis Philanthrophes № 5».
Брюссельские ложи: «Le Ciment» (1964) и «Anderson» (1982), также дочки первой ложи «Les Amis Philanthropes». Ложа «Le Ciment» стала дикой ложей и, чтобы восстановиться и стать снова законной, пошла путём сближения с англо-американским масонством, но в итоге осталась в Великом востоке Бельгии. Ложа «Андерсон» откололась из-за количества членов, в итоге в ней численность составила 50 членов.

## Досточтимые мастера ложи

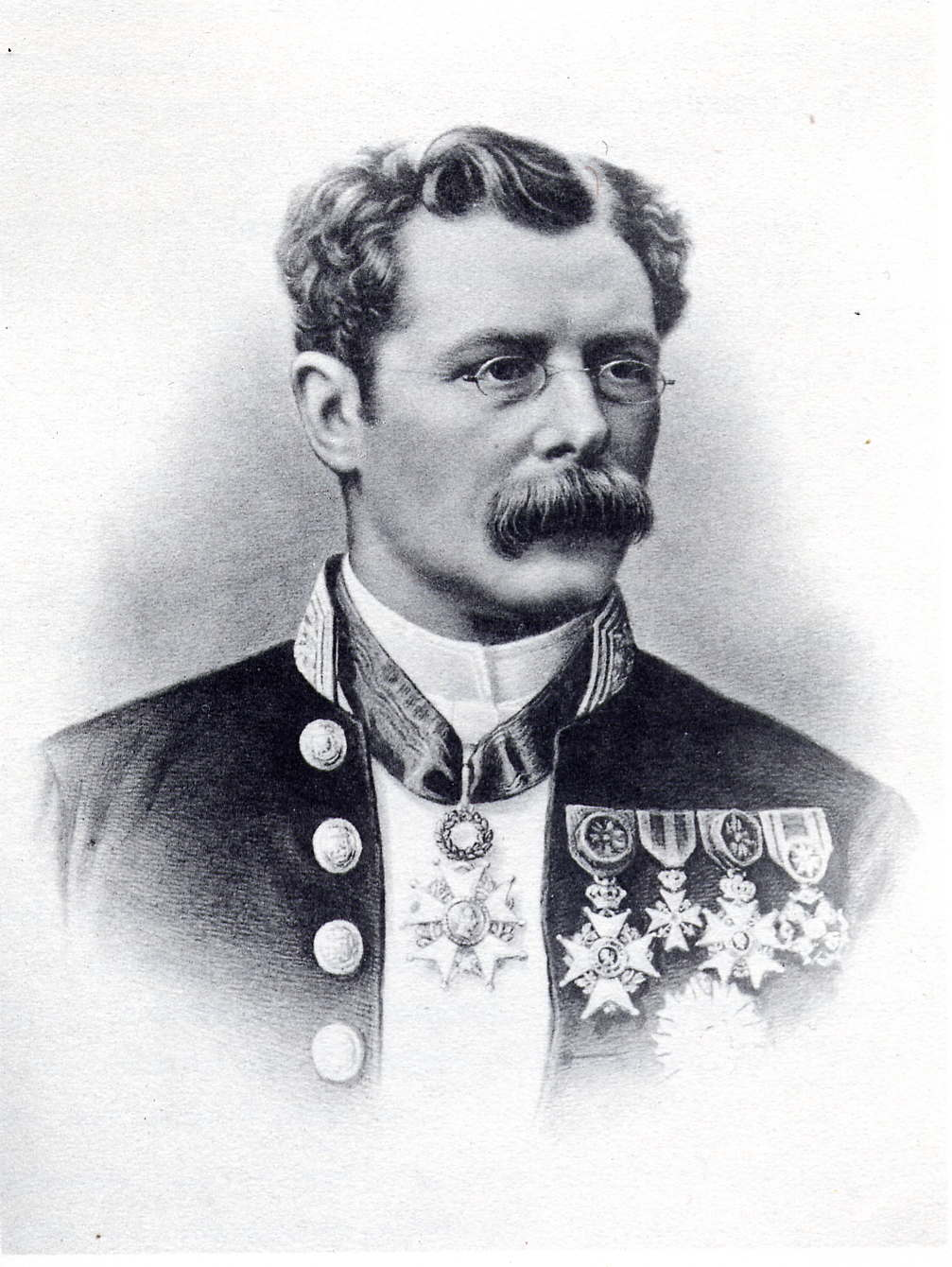
Жюль Анспах
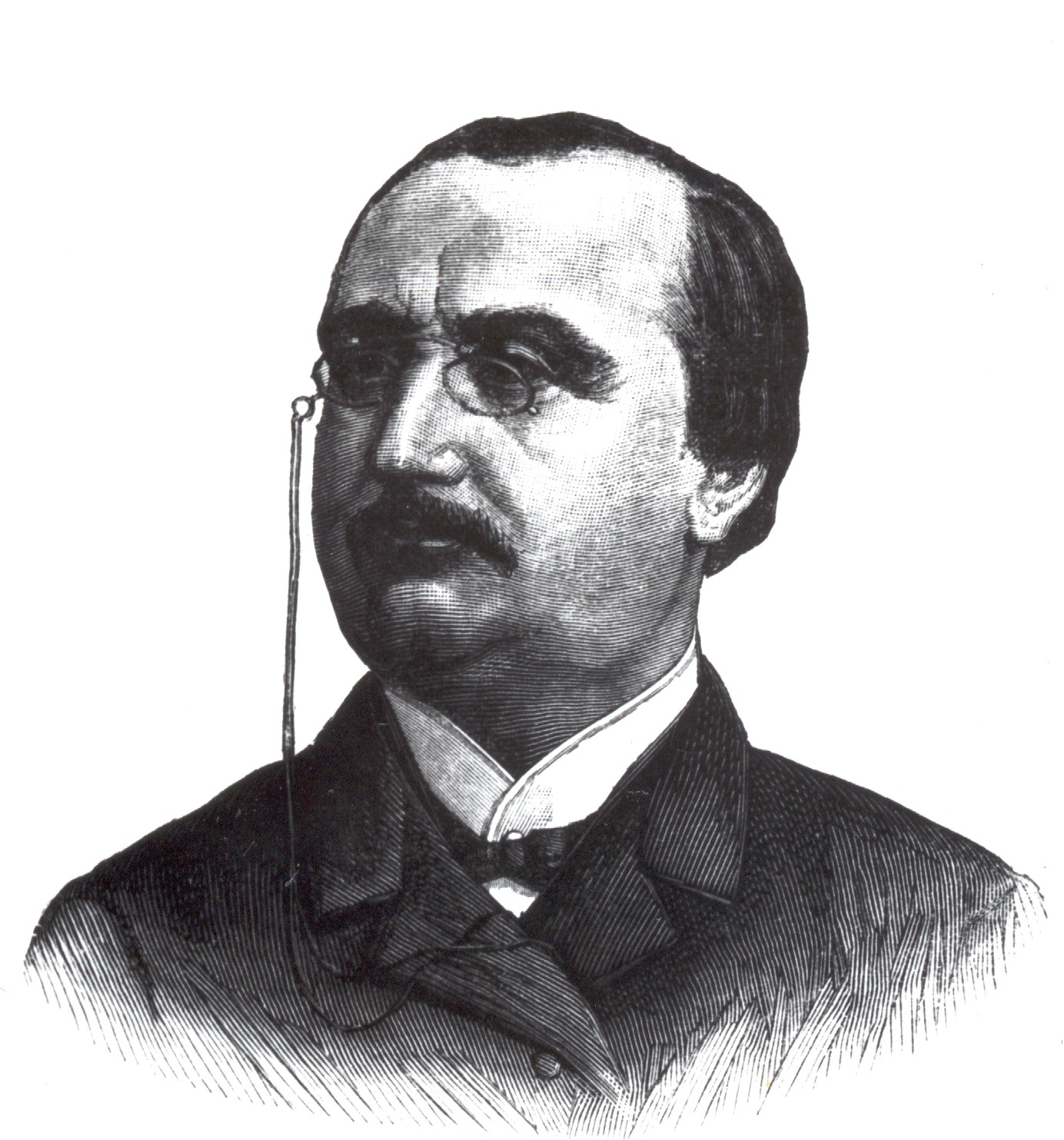
Жюль Бара
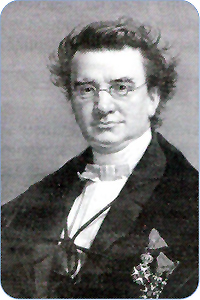
Огюст Барон
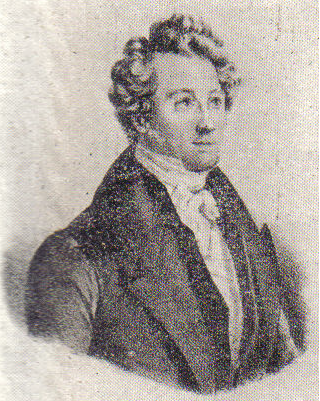
Александр Жендебьен
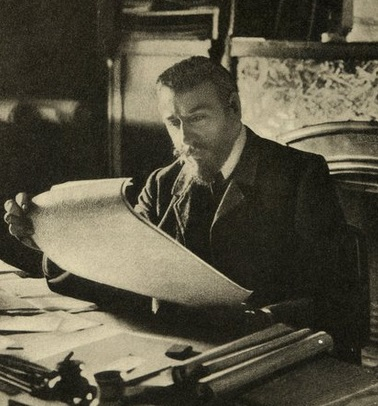
Виктор Хорта
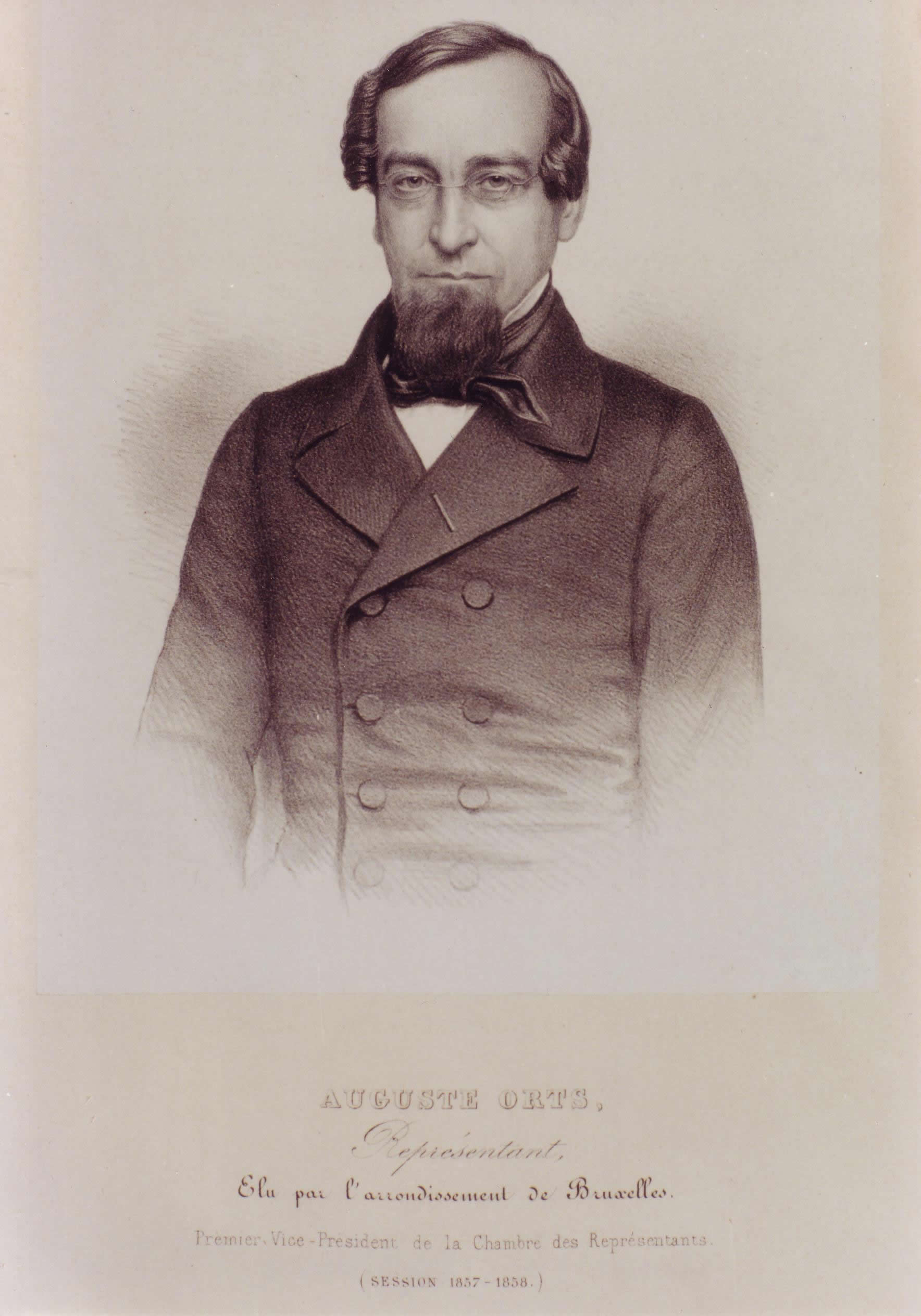
Огюст Ортс
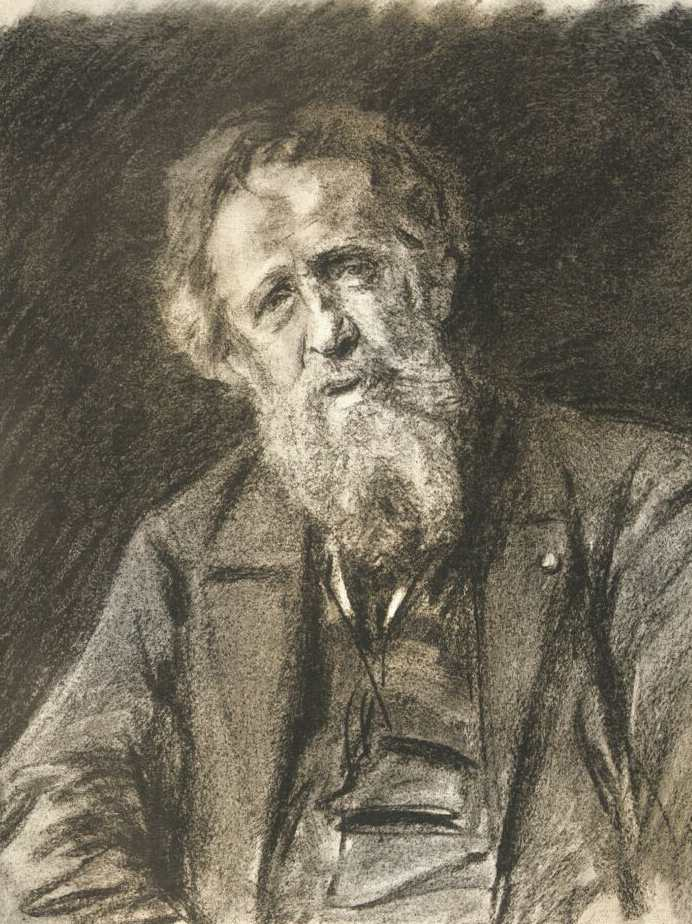
Константин Мюньер
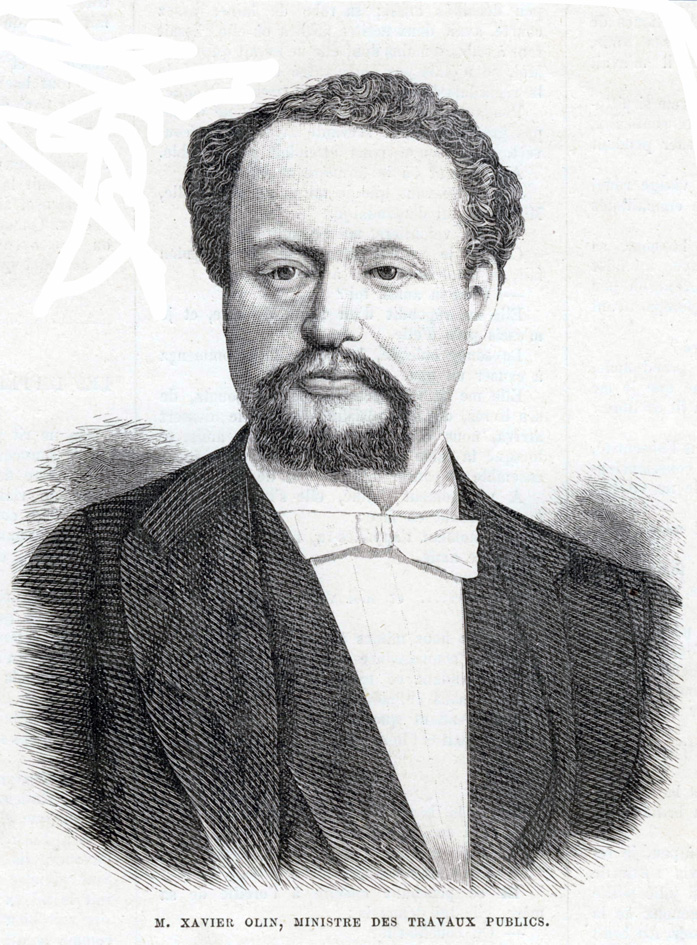
Ксавье-Виктор Олен
Франсуа ван Кампенхот
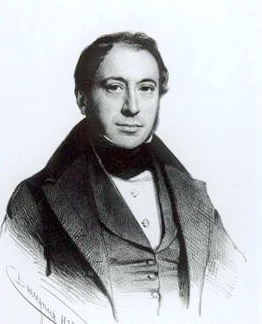
Пьер-Теодор Верхаген